# Cecoslovacchia ai Giochi della IX Olimpiade
La Cecoslovacchia partecipò ai Giochi della IX Olimpiade, svoltisi ad Amsterdam, Paesi Bassi, dal 28 luglio al 12 agosto 1928,  
con una delegazione di 70 atleti, di cui 1 donna, impegnati in 14 discipline,
aggiudicandosi 2 medaglie d'oro, 5 medaglie d'argento e 2 medaglie di bronzo.

## Medagliere

### Per discipline
| Sport              | Oro | Argento | Bronzo | Totale |
| ------------------ | --- | ------- | ------ | ------ |
| Ginnastica         | 1   | 3       | 1      | 5      |
| Equitazione        | 1   | 0       | 0      | 1      |
| Pugilato           | 0   | 1       | 0      | 1      |
| Lotta greco-romana | 0   | 1       | 0      | 1      |
| Sollevamento pesi  | 0   | 0       | 1      | 1      |
| Totale             | 2   | 5       | 2      | 9      |

### Medaglie
| Medaglia | Atleta | Sport              | Evento                      |
| -------- | --- | ------------------ | --------------------------- |
| Oro      | František Ventura                                                                                                  | Equitazione        | Salto ostacoli individuale  |
| Oro      | Ladislav Vácha | Ginnastica         | Parallele simmetriche       |
| Argento  | Emanuel Löffler Ladislav Vácha Jan Gajdoš Josef Effenberger Bedrich Šupcík Václav Veselý Jan Koutný Ladislav Tikal | Ginnastica         | Concorso a squadre maschile |
| Argento  | Emanuel Löffler | Ginnastica         | Volteggio maschile          |
| Argento  | Ladislav Vácha | Ginnastica         | Anelli                      |
| Argento  | Jindrich Maudr | Lotta greco-romana | Pesi gallo                  |
| Argento  | Jan Heřmánek | Pugilato           | Pesi medi                   |
| Bronzo   | Emanuel Löffler | Ginnastica         | Anelli                      |
| Bronzo   | Jaroslav Skobla | Sollevamento pesi  | Pesi massimi                |

## Risultati

### Pallanuoto
| Atleta | Classifica |                           |
| --- | --- | ------------------------- |
| V · D · M Nazionale maschile cecoslovacca di pallanuoto · Giochi olimpici - Amsterdam 1928 Bušek · Epstein · Getreuer · Schmuck · Schulz · Steiner · Švehla · Klempfner · J. Kroc · Novotný · Tomášek · CT : - | 9° |                           |
| Nazionale maschile cecoslovacca di pallanuoto · Giochi olimpici - Amsterdam 1928 | |                           |
| Bušek · Epstein · Getreuer · Schmuck · Schulz · Steiner · Švehla · Klempfner · J. Kroc · Novotný · Tomášek · CT: -                                                                                             | Bušek · Epstein · Getreuer · Schmuck · Schulz · Steiner · Švehla · Klempfner · J. Kroc · Novotný · Tomášek · CT: - | Cecoslovacchia (bandiera) |